# Championnat d'Asie de l'Ouest de football 2014
Navigation
Koweït 2012
Le Championnat d'Asie de l'Ouest de football 2014 est la 8e édition de la compétition de football opposant les équipes des pays et territoires situés en Asie de l'Ouest. Elle est organisée par la Fédération d'Asie de l'Ouest de football et se déroule au Qatar du 25 décembre 2013 au 7 janvier 2014.  La Syrie est la nation tenante du titre mais elle ne défend pas son titre. Le tournoi est remporté par l'équipe réserve du Qatar.

## Stades
Il fut d'abord annoncé (en octobre 2013) que trois stades étaient retenus pour accueillir les matches de la compétition. Le 4 décembre 2013, il est finalement annoncé que le Qatar SC Stadium ne serait pas utilisé et que seuls deux stades seraient utilisés au cours de la compétition :
- le stade Jassim Bin Hamad ;
- le stade Abdullah bin Khalifa.

## Participations envisagées puis annulées
- Iran et   Émirats arabes unis[4].
- Syrie
- Yémen[5].

## Équipes participantes
À la suite du tirage au sort qui s'est déroulé le 11 novembre 2013, les neuf équipes ont finalement été réparties dans trois groupes.
| - Bahreïn - Irak (olympique) - Jordanie (réserve) | - Liban (réserve) - Koweït (U22) - Oman (U22) | - Palestine - Qatar (Réserve, pays organisateur) - Arabie saoudite (U22) |

## Compétition

### Phase de poules

#### Groupe A
| Équipe          | J | V | N | D | Bp | Bc | Diff | Pts |
| --------------- | - | - | - | - | -- | -- | ---- | --- |
| Qatar           | 2 | 2 | 0 | 0 | 5  | 1  | 4    | 6   |
| Palestine       | 2 | 0 | 1 | 1 | 0  | 1  | -1   | 1   |
| Arabie saoudite | 2 | 0 | 1 | 1 | 1  | 4  | -3   | 1   |

| 25 décembre 2013 | Qatar      | 1–0 | Palestine | Al Sadd Stadium, Doha                   |                                         |
| 17:30            | Hassan 90e |     |           | Spectateurs : 4 720 Arbitrage : Wang Di | Spectateurs : 4 720 Arbitrage : Wang Di |
| 17:30            | Rapport    |     |           | Spectateurs : 4 720 Arbitrage : Wang Di | Spectateurs : 4 720 Arbitrage : Wang Di |

| 28 décembre 2013 | Palestine | 0–0 | Arabie saoudite | Lekhwiya SC Stadium, Doha                        |                                                  |
| 17:30            |           |     |                 | Spectateurs : 400 Arbitrage : Abdullah Al Hilali | Spectateurs : 400 Arbitrage : Abdullah Al Hilali |
| 17:30            | Rapport   |     |                 | Spectateurs : 400 Arbitrage : Abdullah Al Hilali | Spectateurs : 400 Arbitrage : Abdullah Al Hilali |

| 31 décembre 2013 | Arabie saoudite | 1–4 | Qatar                          | Al Sadd Stadium, Doha                              |                                                    |
| 17:30            | Majrashi 31e    |     | 15e 55e Khouki · 57e 62e Ahmed | Spectateurs : 5 720 Arbitrage : Valentin Kovalenko | Spectateurs : 5 720 Arbitrage : Valentin Kovalenko |
| 17:30            | Rapport         |     |                                | Spectateurs : 5 720 Arbitrage : Valentin Kovalenko | Spectateurs : 5 720 Arbitrage : Valentin Kovalenko |

#### Groupe B
| Équipe  | J | V | N | D | Bp | Bc | Diff | Pts |
| ------- | - | - | - | - | -- | -- | ---- | --- |
| Bahreïn | 2 | 0 | 2 | 0 | 0  | 0  | 0    | 2   |
| Irak    | 2 | 0 | 2 | 0 | 0  | 0  | 0    | 2   |
| Oman    | 2 | 0 | 2 | 0 | 0  | 0  | 0    | 2   |

| 25 décembre 2013 | Oman    | 0–0 | Bahreïn | Stade Jassim Bin Hamad, Doha                   |                                                |
| 20:00            |         |     |         | Spectateurs : 750 Arbitrage : Banjar Al-Dosari | Spectateurs : 750 Arbitrage : Banjar Al-Dosari |
| 20:00            | Rapport |     |         | Spectateurs : 750 Arbitrage : Banjar Al-Dosari | Spectateurs : 750 Arbitrage : Banjar Al-Dosari |

| 28 décembre 2013 | Bahreïn | 0–0 | Irak | Stade Abdullah bin Khalifa, Doha             |                                              |
| 20:00            |         |     |      | Spectateurs : 400 Arbitrage : Marai Al-Awaji | Spectateurs : 400 Arbitrage : Marai Al-Awaji |
| 20:00            | Rapport |     |      | Spectateurs : 400 Arbitrage : Marai Al-Awaji | Spectateurs : 400 Arbitrage : Marai Al-Awaji |

| 31 décembre 2013 | Irak    | 0–0 | Oman | Al Sadd Stadium, Doha                                 |                                                       |
| 20:00            |         |     |      | Spectateurs : 450 Arbitrage : Nagor Amir Noor Mohamed | Spectateurs : 450 Arbitrage : Nagor Amir Noor Mohamed |
| 20:00            | Rapport |     |      | Spectateurs : 450 Arbitrage : Nagor Amir Noor Mohamed | Spectateurs : 450 Arbitrage : Nagor Amir Noor Mohamed |

Pour déterminer le classement, les organisateurs réalisent un tirage au sort. Pour le deuxième et le troisième, le critère alphabétique est utilisé.

#### Groupe C
| Équipe   | J | V | N | D | Bp | Bc | Diff | Pts |
| -------- | - | - | - | - | -- | -- | ---- | --- |
| Jordanie | 2 | 1 | 1 | 0 | 2  | 1  | 1    | 4   |
| Koweït   | 2 | 1 | 0 | 1 | 2  | 1  | 1    | 3   |
| Liban    | 2 | 0 | 1 | 1 | 0  | 2  | -2   | 1   |

| 26 décembre 2013 | Jordanie | 0–0 | Liban | Stade Abdullah bin Khalifa, Doha                |                                                 |
| 17:30            |          |     |       | Spectateurs : 4 320 Arbitrage : Ali Sabah Adday | Spectateurs : 4 320 Arbitrage : Ali Sabah Adday |
| 17:30            | Rapport  |     |       | Spectateurs : 4 320 Arbitrage : Ali Sabah Adday | Spectateurs : 4 320 Arbitrage : Ali Sabah Adday |

| 29 décembre 2013 | Liban   | 0–2 | Koweït                   | Stade Jassim Bin Hamad, Doha                                  |                                                               |
| 17:30            |         |     | 41e Al-Hajeri · 85e Zaid | Spectateurs : 400 Arbitrage : Jameel Juma Abdulhusain Mohamed | Spectateurs : 400 Arbitrage : Jameel Juma Abdulhusain Mohamed |
| 17:30            | Rapport |     |                          | Spectateurs : 400 Arbitrage : Jameel Juma Abdulhusain Mohamed | Spectateurs : 400 Arbitrage : Jameel Juma Abdulhusain Mohamed |

| 1er janvier 2014 | Koweït               | 1–2 | Jordanie                   | Stade Abdullah bin Khalifa, Doha             |                                              |
| 17:30            | Al-Hajeri 20e (pen.) |     | 12e Murjan · 72e Al-Dmeiri | Spectateurs : 3 100 Arbitrage : Kim Sang-Woo | Spectateurs : 3 100 Arbitrage : Kim Sang-Woo |
| 17:30            | Rapport              |     |                            | Spectateurs : 3 100 Arbitrage : Kim Sang-Woo | Spectateurs : 3 100 Arbitrage : Kim Sang-Woo |

#### Meilleurs seconds
| Équipe               | J | V | N | D | Bp | Bc | Diff | Pts |
| -------------------- | - | - | - | - | -- | -- | ---- | --- |
| Koweït (groupe C)    | 2 | 1 | 0 | 1 | 3  | 2  | 1    | 3   |
| Équipes du groupe B* | 2 | 0 | 2 | 0 | 0  | 0  | 0    | 2   |
| Palestine (Groupe A) | 2 | 0 | 1 | 1 | 0  | 1  | -1   | 1   |

- Comme il y a une égalité parfaite dans le groupe B, on utilise le nombre de points pour déterminer si le groupe B termine meilleur second. Seulement dans ce cas, il y a un tirage au sort supplémentaire.

### Phase finale

#### Demi-finales
| 4 janvier 2014 | Qatar                            | 3–0 a. p. | Koweït | Stade Abdullah bin Khalifa, Doha                   |                                                    |
| 17:30          | Khouki 93e 112e · Assadalla 120e |           |        | Spectateurs : 3 400 Arbitrage : Abdullah Al Hilali | Spectateurs : 3 400 Arbitrage : Abdullah Al Hilali |
| 17:30          | Rapport                          |           |        | Spectateurs : 3 400 Arbitrage : Abdullah Al Hilali | Spectateurs : 3 400 Arbitrage : Abdullah Al Hilali |

| 4 janvier 2014 | Bahreïn | 0–1 | Jordanie        | Stade Abdullah bin Khalifa, Doha                |                                                 |
| 20:30          |         |     | 67e (csc) Duaij | Spectateurs : 4 000 Arbitrage : Ali Sabah Adday | Spectateurs : 4 000 Arbitrage : Ali Sabah Adday |
| 20:30          | Rapport |     |                 | Spectateurs : 4 000 Arbitrage : Ali Sabah Adday | Spectateurs : 4 000 Arbitrage : Ali Sabah Adday |

#### Match pour la troisième place
| 7 janvier 2014 | Koweït          | 0–0 a. p. | Bahreïn | Stade Jassim Bin Hamad, Doha                     |                                                  |
| 16:15          |                 |           |         | Spectateurs : 1 450 Arbitrage : Banjar Al-Dosari | Spectateurs : 1 450 Arbitrage : Banjar Al-Dosari |
| 16:15          | Rapport         |           |         | Spectateurs : 1 450 Arbitrage : Banjar Al-Dosari | Spectateurs : 1 450 Arbitrage : Banjar Al-Dosari |
| 16:15          | Tirs au but 2–3 |           |         | Spectateurs : 1 450 Arbitrage : Banjar Al-Dosari | Spectateurs : 1 450 Arbitrage : Banjar Al-Dosari |

#### Finale
| 7 janvier 2014 | Qatar           | 2–0 | Jordanie | Stade Jassim Bin Hamad, Doha                       |                                                    |
| 19:00          | Khoukhi 52e 81e |     |          | Spectateurs : 8 720 Arbitrage : Valentin Kovalenko | Spectateurs : 8 720 Arbitrage : Valentin Kovalenko |
| 19:00          | Rapport         |     |          | Spectateurs : 8 720 Arbitrage : Valentin Kovalenko | Spectateurs : 8 720 Arbitrage : Valentin Kovalenko |